# Осьно-Любуске (гмина)
Осьно-Любуске (пол. Ośno Lubuskie) — гмина (волость) в Польше, входит как административная единица в Слубицкий повет, Любушское воеводство. Население — 6302 человека (на 2004 год).

## Сельские округа
1. Грабно
2. Рославице
3. Гронув
4. Любень
5. Поленцко
6. Радахув
7. Липеница
8. Сенно
9. Смогуры
10. Свиняры
11. Тшеснюв
12. Кохань

## Соседние гмины
1. Гмина Гужица
2. Гмина Кшешице
3. Гмина Жепин
4. Гмина Слоньск
5. Гмина Суленцин
6. Гмина Тожим